# Vito Fassano
Vito Fasano (Bari, Italia; 11 de febrero de 1940) es un exfutbolista italiano naturalizado venezolano. Se desempeñaba como portero y fue miembro de la selección de fútbol de Venezuela, después de nacionalizarse en 1967

## Biografía
Vito Fasano nació en Bari (Italia) en 1940 (donde su original apellido era Fassano), pero creció en Argentina donde sus padres emigraron cuando era niño. Vino a Venezuela a finales de los años cincuenta cuando era muchacho y fichó como arquero para su equipo Deportivo Italia en 1959, donde Mino D'Ambrosio (manager-presidente del Deportivo Italia) lo descubrió en 1957. Sucesivamente jugó en el Tiquire Flores por un par de años, volviendo al Deportivo Italia en 1965. Desde ese año hasta 1972 fue portero titular del Deportivo Italia durante su 'Era de oro' con los hermanos D'Ambrosio (Gelsomino y Pompeo D'Ambrosio).
Vito Fasano jugó 31 partidos en la Copa Libertadores con el Deportivo Italia (en 1966, 1967, 1969, 1971 y 1972). En la Libertadores de 1971, jugó el mejor partido de su vida: el famoso Pequeño Maracanazo en contra del Fluminense, donde fue protagonista de una hazaña histórica para el fútbol venezolano.

Los últimos minutos (del partido Fluminense-Deportivo Italia en el Maracaná de Rio de Janeiro) fueron caracterizados por continuos ataques brasileños a la puerta de Fasano, que hizo milagros parando de todo.En la revista "Incontri" de Caracas, Bruno D'Ambrosio (nieto de Mino que asistió al partido) escribió que en la media hora final Vito Fasano hizo milagros: tres palos lo ayudaron, pero mientras dos golpearon externamente la puerta defendida por Fassano, el tercero hubiera sido gol si el arquero no lo hubiera desviado con sus dedos estirándose en forma increíble. Fasano hizo el mejor partido de su vida.Scalabrinianos

Fasano se nacionalizó venezolano en 1967 para poder hacer parte de la selección nacional de Venezuela, llamada La Vinotinto. Partecipó 10 veces como arquero en la nacional de fútbol de Venezuela. Su primer partido en la Vinotinto fue en la Copa América de 1967 en Uruguay Copa América 1967, con foto</ref>
Gracias a la fama adquirida en contra del Fluminense en 1971, al final del año siguiente Vito Fasano fue contratado por el Cruzeiro de Brasil.[cita requerida]
En los últimos años setenta se retiró del fútbol profesional.